# Klooster Maria

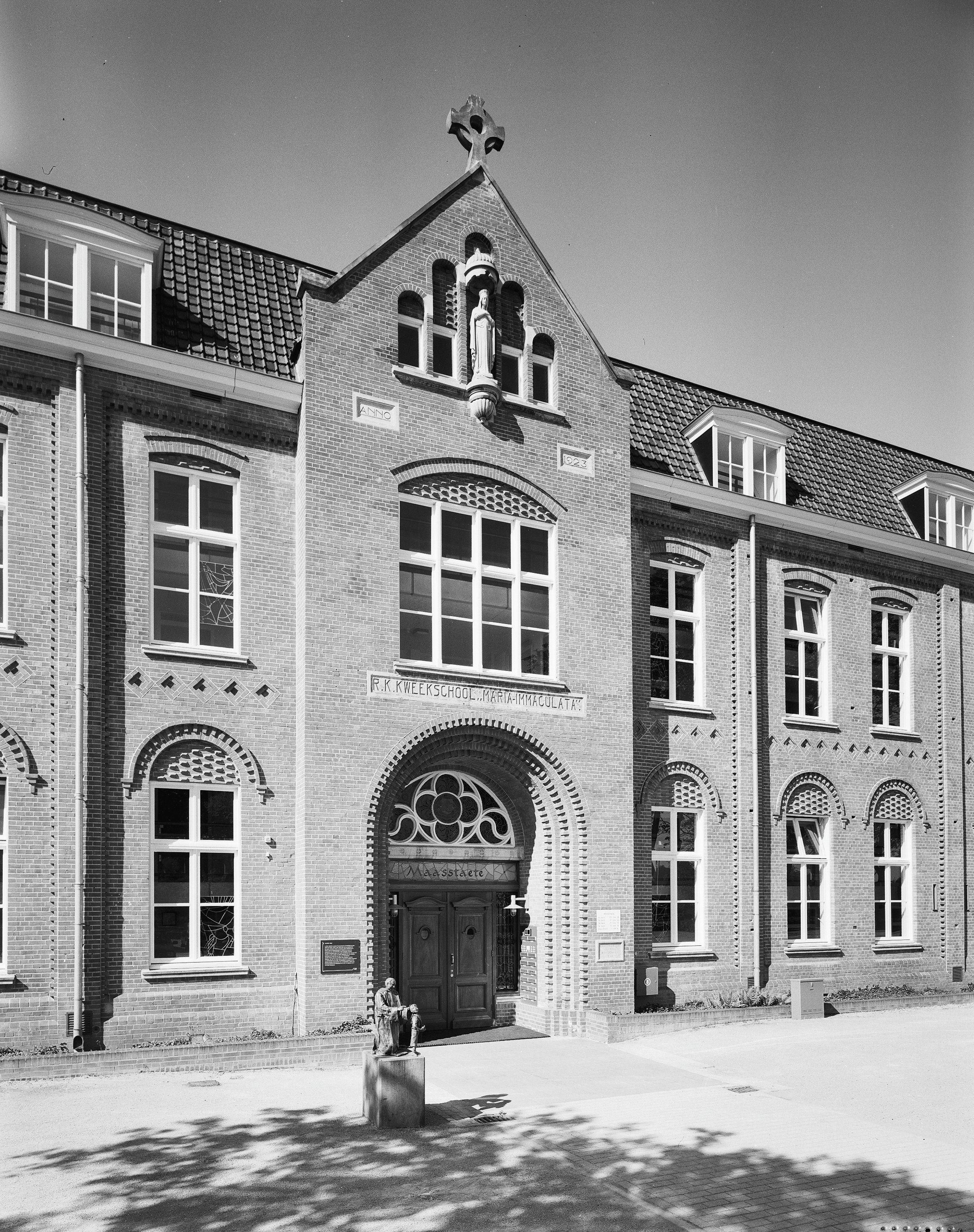
Ingang

Het klooster Maria was een klooster in het Nederlandse Mook gelegen aan de Maas.
Het klooster werd in 1847 gesticht door de zusters Franciscanessen van Heythuysen. Hierbij richten zij later ook een kostschool en een kweekschool, Maria Immaculata, op. In de Tweede Wereldoorlog werd het complex flink beschadigd en in 1948 stichtten de paters Passionisten er een seminarie, St. Paulus van het Kruis, dat later Gabriëlcollege genoemd werd genaamd. Hier werd ook middelbaar onderwijs gegeven. Vanaf 1923 was het de R.K. Kweekschool Maria-Immaculata. Tussen 1977 en 1993 was het complex een schippersinternaat en opleidingsschool voor de Rijn- en Binnenvaart en Kustvaart van de Stichting Koninklijk Onderwijsfonds voor de Scheepvaart. In 1997 werd het complex gesloopt met uitzondering van de gevels van de kweekschool. Er zijn woningen, en appartementen gebouwd en het wijkje heet nu Maasstaete.

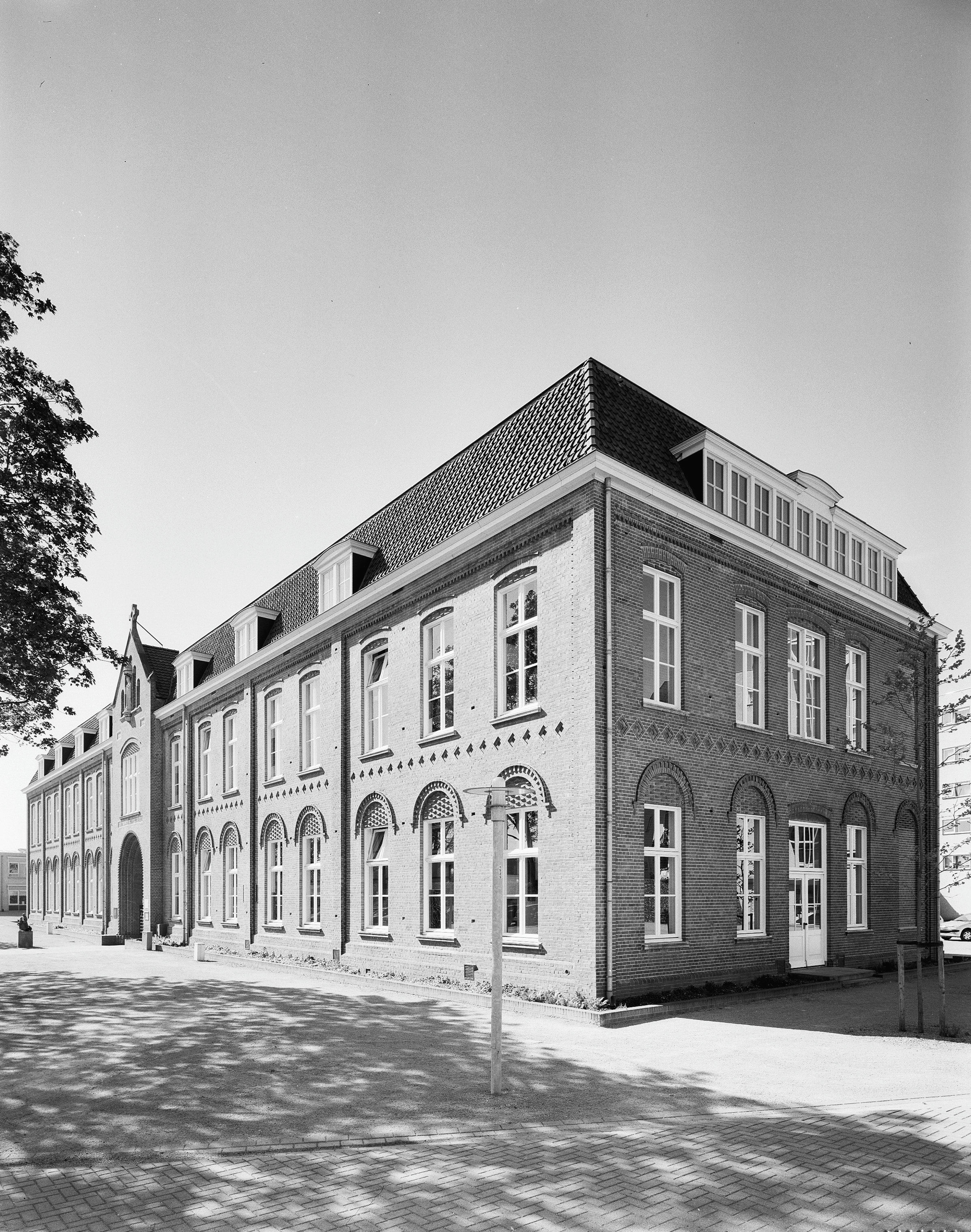
Voorgevel en rechter zijgevel

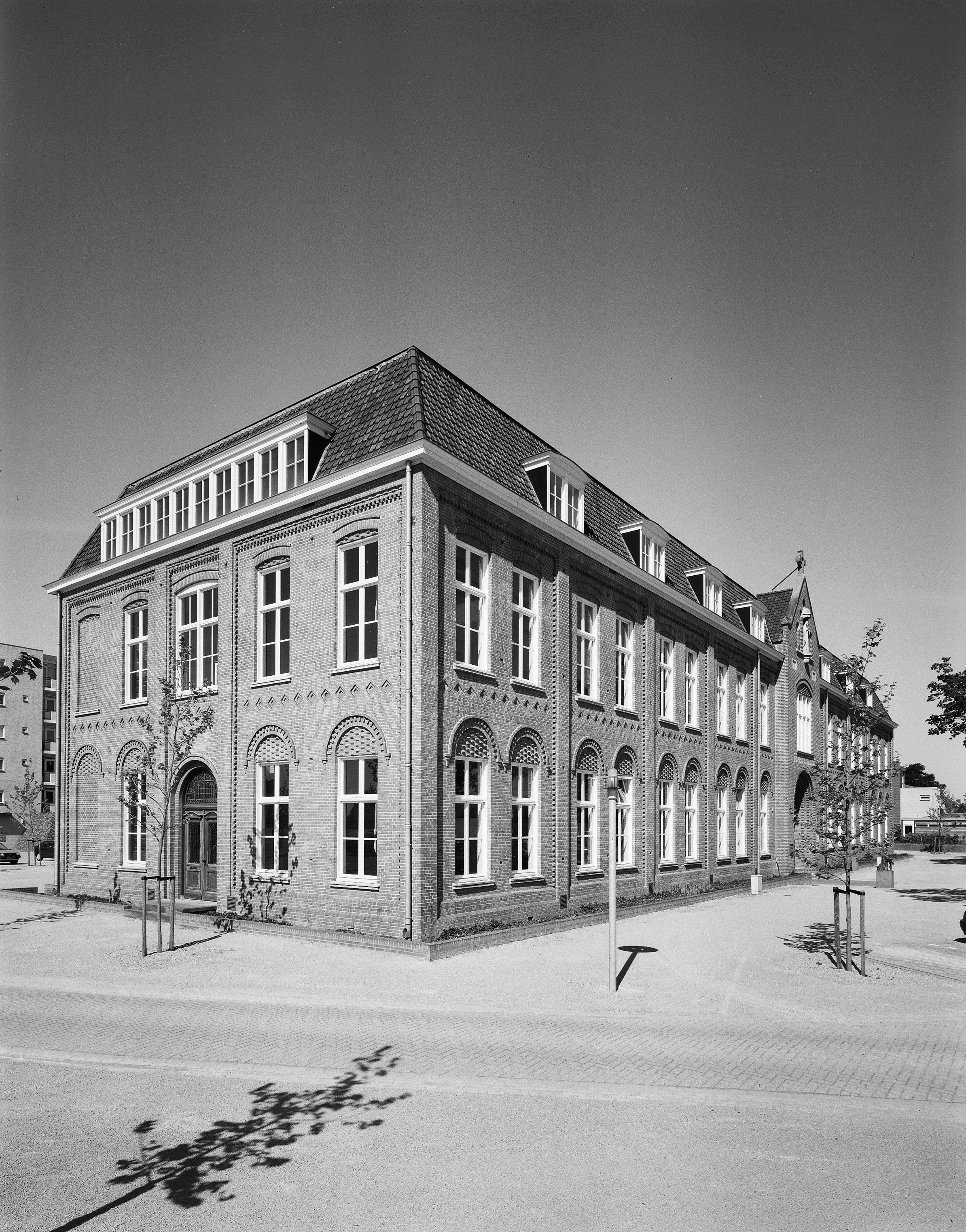
Voorgevel en linker zijgevel